# Elysium Mons
Elysium Mons je vulkan na Marsu koji se nalazi u vulkanskoj provinciji Elysium, na istočnoj hemisferi Marsa. Visok je oko 12.6 km iznad svoje baze, i oko 14.1 km iznad Marsove nulte točke, što ga čini trećom najvišom Marsovom planinom po reljefu i četvrtom najvišom po nadmorskoj visini. Promjer mu je oko 240 km, s kalderom na vrhu od oko 14 km preko puta. Okružuju ga manji vulkani Hecates Tholus na sjeveroistoku i Albor Tholus na jugoistoku.

## Otkriće
Elysium Mons otkriven je 1972. godine na slikama koje je snimio orbiter Mariner 9.

## Zemaljski analozi
Zemaljski vulkan Emi Koussi (u Čadu) proučavan je kao analog vulkana Elysium Mons. Dva štitasta vulkana imaju vršne kaldere slične veličine, ali Elysium Mons je 3,5 puta većeg promjera i 6 puta viši od svog pandana na Zemlji.

## Mogući izvor nahlita
Krater promjera 6,5 km na 29,674 N, 130,799 E, u vulkanskim ravnicama sjeverozapadno od Elysium Monsa identificiran je kao mogući izvor nahlitskih meteorita, obitelji sličnih bazaltnih marsovskih meteorita s kozmogenom starošću od oko 10,7 milijuna godina, što sugerira izbacivanje s Marsa jednim udarom. Datumi magmatskih stijena nakhlita kreću se od 1416 ± 7 milijuna godina do 1322 ± 10 milijuna godina. Ovi datumi, plus dimenzije kratera, sugeriraju stopu rasta izvornog vulkana tijekom tog intervala od 0,4–0,7 m po milijunu godina, daleko sporije nego što bi se očekivalo za zemaljski vulkan. To implicira da se marsovski vulkanizam do tog trenutka u povijesti znatno usporio.

## Galerija
- Mozaik Viking Orbitera 1 (1977.)
- Topografija područja Elysium Mons (MOLA)
- Pogled na vrh (Mars Global Surveyor)
- Rub kaldere Elysium Mons, snimljen pomoću HiRISE-a

## Vanjske poveznice
- Google Mars - karta za zumiranje centrirana na Elysium Monsu
- "Vulkan Elysium Mons" - NASA- ine slike Elysium Monsa, iz Malin Space Science Systemsa